# Фелисиано, Марко Антонио
Марко Антонио Фелисиано (порт. Marco Antônio Feliciano; 6 февраля 1951, Сантус) — бразильский футболист, левый защитник. Чемпион мира 1970 года.

## Карьера
Марко Антонио начал свою карьеру в клубе «Португеза Сантиста» в 1968 году. Спустя год он перешёл в команду «Флуминенсе», за которую провёл 7 сезонов, выиграв 4 чемпионата Рио-де-Жанейро, два кубка Гуанабара, кубок Роберто Педрозы и Кубок Рио-Бранко. В чемпионате Бразилии Марко Антонио провёл за «Флу» 89 матчей и забил 9 голов. В 1976 году Марко Антонио перешёл в клуб «Васко да Гама», с которой, спустя год, выиграл свой последний чемпионат Рио. За «Васко» Марко провёл в первенстве страны 71 матч и забил 2 гола. Затем он играл за «Бангу» (31 матча — 1 гол в чемпионате Бразилии), а завершил карьеру в клубе «Ботафого» в 1984 году.
За сборную Бразилии Марко Антонио провёл 52 игры и забил 1 гол. Он был участником двух чемпионатов мира, но в финальных турнирах этих соревнований провёл лишь 2 игры, на победном для Бразилии первенстве 1970 года. Также в составе сборной Марко выиграл два кубка Рока и Кубок Атлантики.

## Личная жизнь
Марко Антонио был известен не только своей футбольной карьерой, но и действиями за пределами футбольного поля. Он был страстным поклонником покера, регулярно посещал ночные клубы и стриптиз-бары, часто просиживая там до утра. Марко Антоино был заядлым курильщиком и очень часто потреблял виски. У Марко Антонио было много женщин. А после окончания карьеры игрока, Марко заболел наркоманией, но смог от неё вылечиться.
Также Марко Антонио занимался бизнесом, имел убыточное предприятие по производству солнцезащитных очков и свой игорный дом.

## Достижения

### Командные
- Чемпион штата Рио-де-Жанейро: 1969, 1971, 1973, 1975, 1977
- Обладатель кубка Гуанабара: 1969, 1971
- Чемпион Бразилии: 1970
- Обладатель серебряного кубка Бразилии: 1970
- Чемпион мира: 1970
- Обладатель кубка Рока: 1971, 1976
- Обладатель кубка независимости Бразилии: 1972
- Обладатель кубка Рио-Бранко: 1976
- Обладатель Кубка Атлантики: 1976

### Личные
- Обладатель Серебряного мяча Бразилии: 1975, 1976